# Myrtle Broome
Myrtle Florence Broome (Muswell Hill, 22 de febrero de 1888-Bushey, 27 de enero de 1978) fue una egiptóloga y artista británica conocida por su trabajo como ilustradora junto a Amice Calverley en el Templo de Seti I en Abidos en Egipto y por sus representaciones pictóricas sobre la vida de los pueblos egipcios en las décadas de 1920 y 1930. 

## Biografía
Myrtle Florence Broome en 1888 en Londres, hija de Eleanor Slater y Washington Herbert Broome. Recibió su formación artística en una escuela de Bushey, la cual fue fundada por el artista Hubert von Herkomer. Asistió al University College de Londres de 1911 a 1913 y obtuvo un certificado en egiptología. Sus maestros fueron los egiptólogos Margaret Murray y Flinders Petrie.

## Carrera de epigrafía en Egipto
En 1927, Broome fue invitada a participar en un proyecto realizado en Egipto por la Escuela Británica de Arqueología. Los participantes, incluida la arqueóloga Olga Tufnell, reprodujeron inscripciones de tumbas en Qua-El-Kebi.
En 1929, Broome regresó a Egipto para trabajar como artista con la epigrafista canadiense Amice Calverley. En 1927, Calverley había sido contratada por la Sociedad de Exploración de Egipto para que replicara las escenas de la pared en el Templo de Seti I, c. 1300 a. C., en Abidos. En el invierno de 1928, una visita de John D. Rockefeller Jr. y su esposa Abigail Greene Aldrich transformó la repercusión del trabajo que se estaba realizando. Rockefeller quedó tan impresionado con los relieves pintados y las reproducciones de Calverley, que decidió financiar todo el proyecto. Como mecenas del Instituto Oriental en la Universidad de Chicago, también fue responsable de que el Instituto Oriental uniera sus fuerzas en el proyecto relacionado con el templo junto con la Sociedad de Exploración de Egipto.

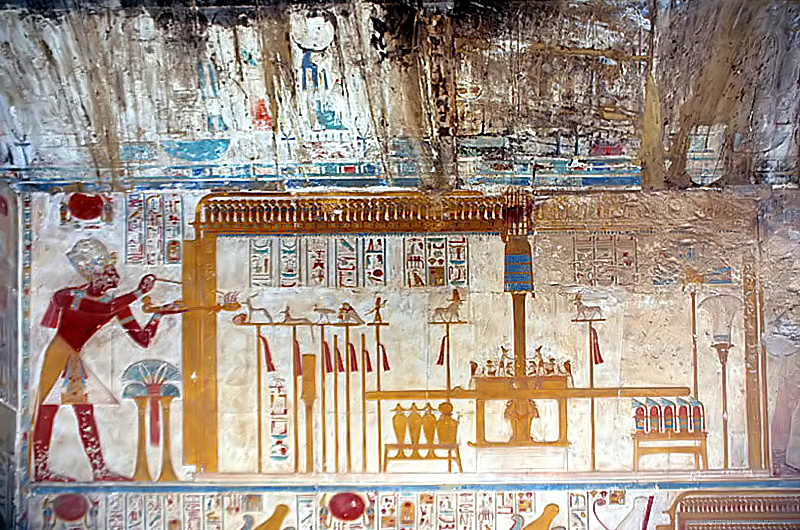
Ejemplo de un relieve en la capilla del templo de Osiris (Templo de Seti I), Abidos, Egipto

Calverley fue nombrada directora del proyecto del templo y, gracias al aumento de fondos, Broome fue contratada como su ayudante en 1929. Durante ocho campañas en el templo, las dos mujeres fueron responsables de todas las pinturas y reproducciones, con la ayuda de un pequeño equipo de artistas. Además de utilizar grandes fotografías para plasmar los relieves, las artistas repasaban con lápiz las líneas e inscripciones para conseguir una representación totalmente exacta.
Broome y Calverley también recurrieron al uso de acuarelas para dar color a las reproducciones, ya que en aquella época solo se disponía de fotografías en blanco y negro. El resultado de ese esfuerzo son cuatro volúmenes con láminas en color que fueron publicados por la Universidad de Chicago entre 1933 y 1958.
Los artistas vivieron juntas en una casa de adobe cerca del templo con dos sirvientes locales. Ambas participaron activamente en la vida del pueblo, asistiendo a fiestas y ceremonias, y a menudo proporcionando asistencia médica a los habitantes. Las dos mujeres recorrieron juntas todo Egipto, viajando en tren y, a menudo, atravesando los desiertos en un automóvil Jowett al que apodaron «Joey»; las vivencias de Broome de aquella época aparecen recogidas en las cartas e ilustraciones que enviaba a sus padres.
Broome se retiró del ejercicio de la egiptología en 1937 y regresó a Inglaterra a causa de la enfermedad de su padre. Posteriormente, pintó varias acuarelas de pueblos egipcios y del paisaje que los rodeaba. Más de setenta de sus cuadros están expuestos de forma permanente en el Museo Bushey que se encuentra en Bushey (Inglaterra). Las cartas y documentos de Broome se encuentran en el Instituto Griffith de Oxford (Inglaterra).

## Carrera de diseño y artesanía en Inglaterra
El padre de Broome, Washington Herbert Broome, era editor de música y libros. Fue contemporáneo de William Morris, un diseñador influyente en el movimiento británico Arts and Crafts. W. Broome trabajó con Morris en Kelmscott Press antes de fundar The Old Bourne Press junto a James Guthrie. En 1907, construyó una casa en Bushey la cual actualmente está catalogada como edificio de interés histórico según Historic England. La casa de Broome, «Avalon», fue diseñada y construida en el estilo Arts and Crafts tardío. Myrtle Broome confeccionó paneles pictóricos y decoraciones en toda la casa. También se la conoce como diseñadora y artesana que trabajó para Liberty, unos grandes almacenes de lujo situados en Londres.
Avalon también figura como sede del negocio de Myrtle y Washington Broome: «Diseñadores y artesanos del metal y el esmalte». Historic England describe la casa como "de especial interés por ser un edificio creado por un diseñador y artesano del movimiento Arts and Crafts, que contiene una rica variedad de elementos decorativos de la época ideados por padre e hija".